# Richard Dedekind

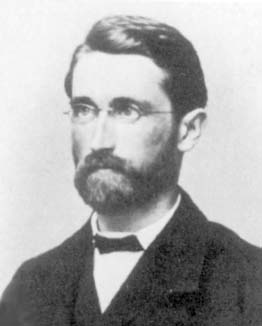
Porträt (1870)

Julius Wilhelm Richard Dedekind (* 6. Oktober 1831 in Braunschweig; † 12. Februar 1916 ebenda) war ein deutscher Mathematiker.

## Leben
Der Sohn des Braunschweiger Juristen und Hochschullehrers Julius Dedekind besuchte das Martino-Katharineum Braunschweig und studierte ab 1848 Mathematik am dortigen Collegium Carolinum. Das Studium setzte er ab 1850 in Göttingen fort, wo er 1852 bei Carl Friedrich Gauß als dessen letzter Schüler über die Theorie Eulerscher Integrale nach nur vier Semestern promoviert wurde. Mathematik hörte er aber vor allem bei Moritz Abraham Stern  und Georg Ulrich am gerade neu von Stern eingerichteten mathematisch-physikalischen Seminar und Physik bei Wilhelm Weber und Johann Benedict Listing. Bei Gauß hörte er im Wintersemester 1850/51 über die Methode der kleinsten Quadrate, die Dedekind als eine der schönsten Vorlesungen in Erinnerung behielt, die er je hörte, und im folgenden Semester über höhere Geodäsie. Seit 1850 gehörte Dedekind der Burschenschaft Brunsviga an und bekleidete dort im Sommersemester 1852 das Amt des Schriftführers und Kassenwartes. 1854 habilitierte er sich ebenfalls in Göttingen, kurz nach Bernhard Riemann, mit dem er befreundet war.
Nach dem Tode von Gauß wurde 1855 Peter Gustav Dirichlet dessen Nachfolger und freundete sich mit Dedekind an. Dedekind wurde 1858 Ordinarius am Polytechnikum Zürich und war von 1862 bis zu seiner Emeritierung im Jahre 1894 Professor für Mathematik in Braunschweig an der dortigen Technischen Hochschule. 1872 bis 1875 war er deren Direktor. Er erhielt zwar mehrere Rufe an angesehene Universitäten, zog es aber vor, in seiner Heimatstadt Braunschweig zu bleiben. Ein Hauptgrund war die enge Verbundenheit mit seiner Familie (er hatte einen Bruder und eine Schwester, war aber nie verheiratet). Auch nach seiner Emeritierung 1894 hielt er noch gelegentlich Vorlesungen. 1859 besuchte er mit Riemann Berlin, wo er auch Leopold Kronecker, Ernst Eduard Kummer und Karl Weierstraß traf. 1878 besuchte er Paris anlässlich der Weltausstellung.
Dedekind war seit 1862 korrespondierendes Mitglied der Göttinger Akademie der Wissenschaften, ab 1880 korrespondierendes Mitglied der Berliner Akademie der Wissenschaften, ab 1900 korrespondierendes Mitglied und ab 1910 auswärtiges Mitglied der Académie des sciences in Paris. Er war Mitglied der Leopoldina und der Akademie in Rom. Er war Ehrendoktor in Oslo, Zürich und Braunschweig.
Dedekind starb am 12. Februar 1916 und wurde auf dem Braunschweiger Hauptfriedhof beigesetzt. Sein Nachlass wird vom Zentralarchiv deutscher Mathematiker-Nachlässe an der Niedersächsischen Staats- und Universitätsbibliothek Göttingen aufbewahrt.
Dedekind spielte sehr gut Cello und Klavier und komponierte eine Kammeroper, zu der sein Bruder das Libretto schrieb.

## Werk
Richard Dedekind gab 1888 in der Schrift Was sind und was sollen die Zahlen? die erste exakte Einführung der natürlichen Zahlen durch Axiome. In seiner Schrift Stetigkeit und Irrationalzahlen von 1872 gab er die erste exakte Definition der reellen Zahlen mit Hilfe der Dedekindschen Schnitte. Im Anhang der Zahlentheorie seines Lehrers Dirichlet stellte er seinen Aufbau der Idealtheorie dar, die damals in Konkurrenz zu der von Leopold Kronecker stand. Das war das berühmte Supplement X in der Auflage von Dirichlets Zahlentheorie von 1871, später Supplement XI genannt.
Nach ihm benannt sind die Dedekindringe und ferner die dedekindsche η-Funktion in der Theorie der Modulformen, die dedekindsche ζ-Funktion eines algebraischen Zahlkörpers, der Dedekindsche Komplementärmodul, Dedekind-Zahl, Dedekindsche Summen sowie die Begriffe „Dedekind-unendlich“ und „Dedekind-endlich“. Mehrere mathematische Sätze tragen den Namen Satz von Dedekind.

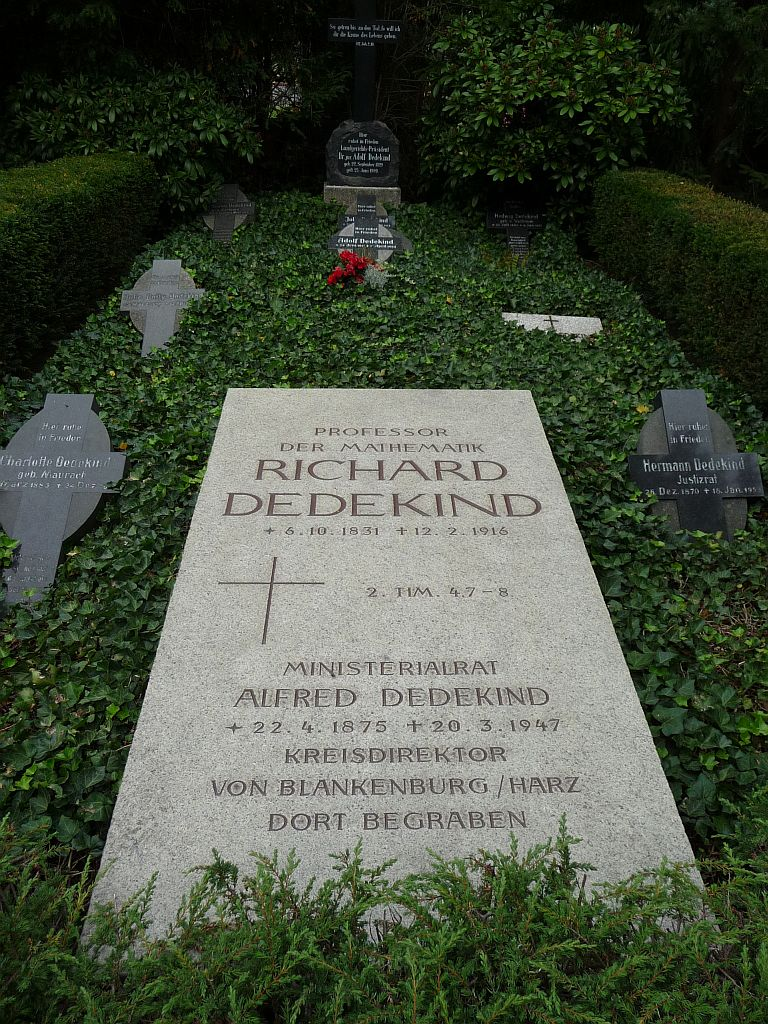
Grab auf dem Braunschweiger Hauptfriedhof

Dedekind spielte eine wesentliche Rolle bei der Herausarbeitung der abstrakten Algebra. Der algebraische Begriff Ring wurde von Dedekind eingeführt, ebenso wie Einheit und der Körperbegriff. Dedekind war darüber hinaus ein Pionier der Gruppentheorie: In seinen Vorlesungen 1855/56 gab er die erste moderne Darstellung der Galoistheorie (die neben Transformationsgruppen in der Geometrie und neben der Zahlentheorie als dritte Wurzel für die Herausbildung des Gruppenbegriffs im 19. Jahrhundert wichtig war) mit Einführung des abstrakten Gruppenbegriffs als Automorphismengruppe von Körpererweiterungen. 1897 führte er unabhängig von George Abram Miller Kommutatoren und Kommutatorgruppen ein. Der Begriff des Verbandes geht ebenfalls auf Dedekind (11. Supplement von Dirichlets Zahlentheorie 1894) und Ernst Schröder Ende des 19. Jahrhunderts zurück, blieb aber zunächst unbeachtet.
Er stand mit Georg Cantor in den 1870er Jahren in Briefwechsel, der für die frühe Geschichte der Cantorschen Mengenlehre von Bedeutung ist. Beispielsweise entwickelte Cantor im Rahmen dieses Briefwechsels seinen Beweis der Überabzählbarkeit der reellen Zahlen (Brief vom 7. Dezember 1873). Beide hatten sich zufällig 1872 in der Schweiz kennengelernt. Ihre Freundschaft endete aber, nachdem sich Dedekind geweigert hatte, zu Cantor an die Universität Halle zu wechseln. Dedekind hatte schon in den 1860er Jahren in seinen algebraischen Arbeiten mit Mengen gerechnet, ohne dies explizit zu erwähnen, und verwendete Mengenlehre bei der Entwicklung seines Konzepts des Dedekind-Schnitts (herausgearbeitet schon 1858 in Vorlesungen über Analysis in Zürich).
Er ist auf einer DDR-Briefmarke von 1981 abgebildet, die in der Darstellung an seinen Satz von der eindeutigen Zerlegbarkeit der Ideale in Primideale im Ring der ganzen Zahlen eines algebraischen Zahlkörpers erinnert.
Er gab sowohl die nachgelassenen Schriften seines Lehrers Dirichlet als auch die seines Freundes Bernhard Riemann heraus, für dessen Gesammelte Werke er auch eine Biographie schrieb. Auch an der Herausgabe der Werke von Carl Friedrich Gauß war er beteiligt.

## Zitate
In seiner Schrift Was sind und was sollen die Zahlen? schrieb er 1888:

„Was beweisbar ist, soll in der Wissenschaft nicht ohne Beweis geglaubt werden.“

„Die Zahlen sind freie Schöpfungen des menschlichen Geistes, sie dienen als Mittel, um die Verschiedenheit der Dinge leichter und schärfer aufzufassen. Durch den rein logischen Aufbau der Zahlenwissenschaft und durch das in ihr gewonnene stetige Zahlenreich sind wir erst in den Stand gesetzt, unsere Vorstellungen von Raum und Zeit genau zu untersuchen, indem wir dieselben auf dieses in unserem Geiste geschaffene Zahlenreich beziehen.“

## Schriften
- Stetigkeit und irrationale Zahlen. Vieweg, Braunschweig 1872, 2. Auflage 1892, auch Gesammelte Werke, Band 3, S. 315–334. (online)
- Was sind und was sollen die Zahlen? 1. Auflage, Vieweg, Braunschweig 1888, Scan eines Buches von 1893, 10. Auflage Vieweg 1965, auch Gesammelte Werke, Band 3, S. 335–391.
- Dirichlet, Dedekind: Vorlesungen über Zahlentheorie. 2. Auflage, Vieweg, 1871 auf gdz.sub.uni-goettingen.de
- Gesammelte mathematische Werke. (Hrsg. von Emmy Noether, Robert Fricke, Øystein Ore), Braunschweig, Vieweg, 3 Bände, 1930 bis 1932.
- Über die Theorie der ganzen algebraischen Zahlen, Braunschweig, Vieweg 1964 (Geleitwort Bartel Leendert van der Waerden), das 11. Supplement von Dedekind zu Dirichlets Zahlentheorie, auch in Gesammelte Werke, Band 3, englische Ausgabe Theory of algebraic integers, Cambridge University Press 1996 (Übersetzer und Herausgeber John Stillwell)
- Vorlesung über Differential- und Integralrechnung 1861/62. Vieweg 1985 (Mitschrift von Heinrich Bechtold, herausgegeben von Winfried Scharlau, Max-Albert Knus), ISBN 978-3-528-08902-3
- Briefwechsel Cantor-Dedekind. Paris 1937 (Herausgeber Emmy Noether, Jean Cavaillès).